# Richard Koppe
Richard Koppe (geboren 1916 in Saint Paul, Minnesota; gestorben 4. März 1973 in Chicago) war ein US-amerikanischer Künstler der abstrakten Malerei.

## Leben
Richard Koppe begann 1933 ein Malereistudium an der St. Paul Kunsthochschule bei Cameron Booth (1892–1980). Von 1937 bis 1938 studierte er am New Bauhaus bei László Moholy-Nagy, György Kepes, Alexander Archipenko und Hin Bredendieck. 1939 trat er dem Federal Art Project bei. Im Zweiten Weltkrieg arbeitete er für die US Air Force.
Koppe wurde 1944 Dozent an der University of Texas und leitete ab 1946 in Chicago den Grundkurs an Moholy-Nagys Institute of Design des Illinois Institute of Technology. 1949 wurde er dort von Serge Chermayeff zum Direktor des Visual Design Departments berufen. Ab 1961 war er Direktor des Fine Arts Departments. 
Koppe ging 1963 an die University of Illinois und wurde dort 1965 zum Professor of Art ernannt. Koppe war mit der Künstlerin Catherine Hinkle  (1926–1974) verheiratet.
Ein Richard-Koppe-Archiv wurde an der Syracuse University eingerichtet.

## Schriften (Auswahl)
- The New Bauhaus, Chicago. 1970.
  - Das neue Bauhaus Chicago. In: Eckhard Neumann: Bauhaus und Bauhäusler, 1996, S. 358–367.